# Јунак
Јунак (грч. ἥρως /hērōs/) је појам којим се често назива изузетно храбар човек који спашава друге људе и брани их од зла, чија је дефиниција често коришћена у фиктивном свету, но некад се користила и у историји.

## Кроз прошлост

#### Античка митологија
У античкој митологији човек чије је људско биће прожето божанским својствима, затим полубог, син бога и смртне жене и обрнуто (нпр. Херакле). Хомер јунацима назива ликове својих епова. Касније се појам јунак проширује и на различите истакнуте личности, ратнике, државнике, законодавце (Ликург), уметнике, којима су након њихове смрти исказивали божанске почасти. Грчка традиција и легенда спомиње јунаке по којима су поједина племена добила име, а и јунаке неке покрајине, града или колоније, за које се веровало да директно утичу на деловање и судбину људи. Јунацима су се подизала светилишта и споменици, приносиле су им се жртве и одржавале у њихову част свечане игре. Према античком веровању, јунак одлази после смрти на Олимп или на Острва блажених, блиста на небу као звезда или борави у храмовима и гајевима као геније заштитник. Појединце су поштовали као јунаке још за живота (Лизимах из Самотраке; тиранин Никија с Коса).

#### Римско царство
Придавање божанских својстава истакнутим личностима имало је изразитог одјека у Римском царству где су се појединим владарима приносиле жртве и уздизали су их у ред богова (апотеоза).